# 胡燁韜
胡 燁韜（フー・イェタオ、2000年9月22日 - ）は、中国の歌手、ダンサー、インターネットセレブリティ。江蘇省出身。

## 来歴
2000年9月22日、中国江蘇省で誕生。
2018年、タピオカミルクティー屋で働いていた頃、お客様の対応をしていたとき、動画を撮られインターネットにて話題に。
2021年2月17日から4月24日まで配信された『創造営2021』に参加。最終順位は23位。

## 出演
- 創造営2021（2021年、腾讯视频）